# Jiří Kochta
Jiří Kochta (11. října 1946 Praha – 3. dubna 2025) byl český hokejový útočník, který v nejvyšší hokejové lize hrál za 2 týmy a reprezentoval Československo na mnoha mezinárodních turnajích. Získal zlatou medaili na Mistrovství světa 1972 a je dvojnásobným medailistou z olympijských her.
V roce 2010 byl uveden do Síně slávy českého hokeje.

## Hráčská kariéra
Jako mladý hráč začínal v pražském klubu Bohemians ČKD Praha, v roce 1965 přestoupil do Dukly Jihlava, kde včetně základní vojenské služby odehrál 3 sezóny se ziskem dvou titulů. Následně přestoupil do Sparty Praha, kde vydržel až do konce sezóny 1978/1979. Poté dostal souhlas k angažmá v německém EV Landshut, kde byl vyhlášen nejlepším cizincem v soutěži. V Německu s ním na základě pozitivních zkušeností chtěli prodloužit smlouvu, ale na hokejovém svazu nesouhlasili s odůvodněním, že pro národní mužstvo nic neudělal. To byl hlavní důvod emigrace z Československa v roce 1982. Po dalších čtyřech odehraných sezónách začal s trenérskou kariérou.
V československé hokejové lize odehrál 408 zápasů a vstřelil 177 gólů.
První reprezentační zápas odehrál 5. března 1967, derniérou byl zápas 19. dubna 1975. Celkem v reprezentačním dresu odehrál 148 zápasů a vstřelil 56 gólů. Mimo jiné startoval na Zimních olympijských hrách 1968 (stříbro) a 1972 (bronz).

## Trenérská kariéra
Jako trenér začal v sezóně 1986/87 u italského týmu HC Merano, v následující sezóně se vrátil do Německa, kde vydržel po zbytek kariéry. Jako trenér působil v následujících týmech: EV Füssen, EC Hedos Mnichov, Adler Mannheim, ECDC Memmingen, Lausitzer Füchse, EV Duisburg, Heilbronner EC, Revierlöwen Oberhausen, Dresdner Eislöwen.

## Osobní život
Je otcem dvou dcer, které hrály vrcholově tenis: Renata Kochta (̈* 1973) hrála do roku 1996 za Německo bundesligu, Markéta Kochtová (̈* 1975) musela sportovní kariéru předčasně ukončit ze zdravotních důvodů. Nejvýše dosáhla k 18. červenci 1994 45. místa na žebříčku WTA. Jejím manželem byl český tenista Jiří Vaněk, s nímž má dvě děti.
Vzhledem k emigraci byl manželům Kochtovým zabaven rodinný dům v Braníku, který vybudovali před emigrací. Dům byl následně prodán tchánovi soudruha Jana Fojtíka, tajemníka ÚV KSČ. Manželé Kochtovi dům získali zpět po roce 1989, kdy došlo k napravování majetkových křivd. Aby se vyhnul soudním tahanicím, domluvil se s bývalými vlastníky, kterým opatřil náhradní bydlení, a ti se vystěhovali.